# Gobierno de la República del Rif
El Gobierno de la República del Rif se estableció el 18 de septiembre de 1921 cuando las tribus rifeñas, dirigidas por Abd el-Krim, vencieron a España en el Desastre de Annual durante la guerra del Rif y crearon la República Confederal de las Tribus del Rif .
La República del Rif es considerada como el primer estado amazigh moderno independiente y no monárquico.
Tras la victoria rifeña, el presidente Abd el-Krim y su Consejo de Ministros emitieron un documento titulado "Gobierno de la República del Rif; Declaración de Estado y Proclamación a todas las naciones" declarando la independencia del Rif del dominio colonial español.

## Forma de Gobierno
La República del Rif adoptó un sistema republicano basado en la autoridad del pueblo. El gobierno estaba encabezado por un Presidente del Consejo y contaba con instituciones que reflejaban un esfuerzo por construir un Estado centralizado y eficiente. Su organización incluía:
1. Asamblea Nacional:
  - Actuaba como el órgano legislativo y consultivo.
  - Sus miembros eran seleccionados entre líderes locales y representantes tribales.
  - Supervisaba las decisiones del Ejecutivo y las políticas públicas.
2. Consejo de Gobierno:
  - Era el órgano ejecutivo, dirigido por Abd el-Krim, quien ostentaba el título de Presidente del Consejo.
  - Sus funciones incluían la dirección de los asuntos internos, la diplomacia, y la organización de las fuerzas armadas.
3. Administración Regional:
  - El territorio se dividía en regiones gobernadas por caídes (líderes locales) designados por el gobierno central.
  - Estos administradores locales eran responsables de la aplicación de leyes, la recaudación de impuestos y el mantenimiento del orden.

## Constitución
La República del Rif contaba con una Constitución de 40 artículos que delineaba los principios fundamentales del Estado. Aunque este documento fue destruido durante la ofensiva española, se sabe que incluía:
- La soberanía popular como base de la autoridad.
- La separación de poderes entre el Ejecutivo y el Legislativo.
- La protección de derechos básicos, adaptados a las tradiciones rifeñas y al contexto cultural islámico.

## Composición

### Rama ejecutiva
- Presidente: Moulay Mohand Abd el-Krim el-Khattabi
- Vicepresidente: Mhamed Ben Abd el-Krim el-Khattabi[2]
- Primer Ministro: Hajj Hatmi
- Presidente del Consejo de Ministros: Abdelsalam Mohamed el-Khattabi
- Ministro de Justicia: Mohamed Bu Lahya[3]
- Ministro de Interior: Shaikh Yazid n-Hajj Hammu
- Ministro de Guerra: Mohamed ben Omar
- Ministro de Asuntos Exteriores: Mohamed Azerkan[4]

### Rama legislativa
- Congreso de Representantes de las Tribus del Rif

### Cargos simbólicos
- Princesa del Rif: Lalla Mimouna Boujibar
- Imam Príncipe de los Creyentes (ʾamīr al-muʾminīn): Moulay Mohand Abd el-Krim el-Khattabi